# Том и Джерри: Фильм
«Том и Джерри: Фильм» (англ. Tom and Jerry: The Movie) — американский полнометражный мультфильм про Тома и Джерри. В России премьера состоялась 5 октября 1997 года на ОРТ.
Мультфильм собрал 3,6 миллионов долларов в ограниченном кинопрокате США, помимо сборов от кинопроката в других странах, сборов от продаж по всему миру физических носителей и цифровых копий, а также доходов от продажи прав для мирового показа на телевидении. Отзывы кинокритиков он получил в основном отрицательные, по большей части именно из-за различий с серией классических короткометражек с главными героями: по сравнению с ними мультфильм в некоторых эпизодах вышел весьма мрачным.
По мотивам фильма были созданы две видеоигры: первая, Tom and Jerry: The Movie, вышла на Master System и Game Gear, а вторая, более известная Tom and Jerry: Frantic Antics — на Game Boy и Sega Mega Drive.

## Сюжет
Хозяйка, которой принадлежит Том, собирается переехать из их дома, так как скоро его снесут для постройки небоскрёба. В момент переезда за ними увязывается Джерри и Том, в попытке избавиться от Джерри раз и навсегда, отстаёт от грузовика с вещами. Загнанный местным бульдогом в дом, Том проводит там остаток дня, но на следующий день его сносят. Вместе с Джерри, Том начинает скитаться по улицам в поисках приюта. В какой-то момент они встречают бездомного пса Паггси и его блоху-компаньона Фрэнки, которые пытаются убедить Тома и Джерри, что в их же интересах подружиться друг с другом, если они хотят выжить на улице. В то время как между Томом и Джерри возникает новый конфликт, Паггси и Фрэнки попадают в плен к ловцам собак. На Тома, пытавшегося поесть, нападает группа уличных котов, которых Джерри позже заманивает в канализационный люк.
Блуждая, Том и Джерри встречают девочку-сиротку Робин Старлинг. Она рассказала им, что бежит из дома в Тибет. Её отец по слухам погиб в Тибетских горах, а мама скончалась, когда девочка была совсем маленькой. Теперь Робин живёт со своей тётей Фигг, от которой и бежит. Причина опеки Робин для тётушки Фигг — это деньги отца Робин, являющегося миллиардером. В этом ей помогает муж и адвокат Ликбут. Робин, Тома и Джерри возвращают к ним. Но Фердинанд, пёс тёти Фигг, разгромил кухню и свалил на них всю вину.
Затем тётя Фигг получает неожиданное письмо — оказывается, на самом деле отец Робин жив. Она решает сжечь записку, но её крадёт Джерри, и они с Томом отправляются к Робин. Но Фигг и Фердинанд ловят их и отправляют к доктору Эплчику — ветеринару, живодёру и одновременно хозяину местных собаколовов. Том, Джерри и прочие звери сбегают из питомника, в котором оказались Друпи и первые встречные Тома и Джерри — Паггси и Фрэнки. Том и Джерри возвращаются к Робин и сообщают ей об отце. Втроём они сбегают и возвращаются к мосту, у которого познакомились. Там они находят маленький плот и уплывают. Они засыпают, но неожиданно попадают под корабль, расколовший плот на две части.
Заснувшую на своем куске Робин находят попугай и моряк. Оказалось, что она попала в луна-парк капитана Кидди. Птицей оказался кукольный попугай-перчатка Сквок, обладающий своим разумом. В это время тётя Фигг назначает награду в миллион долларов за возврат Робин. Объявление — на пакетах с молоком. Один такой уже есть у капитана Кидди. Сквок узнаёт Робин и сообщает Кидди об этом. Капитан звонит тёте Фигг и вызывает её. Том и Джерри тоже нашли пакет с объявлением и медальон Робин, который она потеряла.
Капитан Кидди оставляет Робин на чёртовом колесе, а сам засыпает. Том и Джерри находят Робин и пытаются поймать капитана на удочку буквально, но безуспешно. Робин всё же спаслась с колеса, увернувшись от нападения пособников Эплчика и вся троица уплывает на катере прочь. Тётя Фигг с Ликбутом и Фердинандом, Кидди и Эплчик пытаются их поймать, но в силу складывающихся обстоятельств Кидди и Эплчик терпят поражение. В ходе погони Ликбут догадывается, куда направилась беглая троица и вместе с Фигг они решают устроить там засаду. Том и Джерри не успели спасти Робин. Из-за неуклюжести Фигг и Ликбута разбивается керосиновая лампа, что приводит к пожару, в ходе которого Робин благодаря Тому и Джерри выбирается на крышу. Фигг с Ликбутом, по вине их пса Фердинанда падают с террасы дома в катер капитана Кидди и тот, потеряв управление, уносит преступников дальше по реке. И вдруг на вертолёте прилетает отец Робин, который спасает её. Том и Джерри оказались похоронены под обломками дома, но уцелели. При этом Том проболтался, что Джерри для него лучший друг и незамеченный Джерри отговорил его от установки мышеловок. Об их подвиге написали все газеты, одна из которых попала в руки Паггси и Фрэнки, а сами Том и Джерри остаются жить у Робин. Но мирно они вели себя недолго…

## Дубляж
Фильм произведён кинокомпанией «Selena International» при участии театра-кабаре «Летучая Мышь» по заказу «Первого канала (ОРТ)» в 1997 году.
- Режиссёр дубляжа — Леонид Белозерович

### Роли дублировали
- Валентин Смирнитский — Том
- Ирина Гришина — Джерри
- Татьяна Весёлкина — Робин Старлинг
- Всеволод Абдулов — блоха Фрэнки
- Валентин Голубенко — пёс Паггси/Фердинанд
- Наталья Гурзо — тётя Пристин Фигг

## Реакция
«Том и Джерри: Фильм» получил преимущественно отрицательные отзывы как профессиональных критиков, так и зрителей. На сайте Rotten Tomatoes рейтинг положительных отзывов на мультфильм − 18 % Критика в основном сконцентрировалась на плохих музыкальных номерах, некачественной озвучке, мрачном содержании и слабом сюжете, который уделяет мало внимания главным героям.
Группа блогеров Lovers Boys перепела несколько песен в стиле рэп. 
Поклонников оригинальных мультфильмов про Тома и Джерри особенно разозлил тот факт, что Том и Джерри разговаривают на протяжении всего фильма, а также подружились друг с другом. Чарльз Соломон из «Los Angeles Times» назвал мультфильм неоригинальным, заметив в нём сходства с диснеевскими мультфильмами «Русалочка» и «Спасатели». Он также отметил низкое качество песен и подверг критике режиссёрство Фила Романа.
Хэл Хинсон из «The Washington Post» высказал недовольство диалогами Тома и Джерри и сказал, что голоса «не подходят персонажам». Хинсон также отметил, что музыкальные номера из мультфильма «легко забываются, поскольку они невыносимо жизнерадостные и оживлённые». Однако, существует несколько положительных отзывов. Винсент Кэнби из New York Times одобрил музыкальное сопровождение Генри Манчини, а также песни. Он добавил, что «[персонажи] Тома и Джерри имеют очарование»